# Sume'eh Sara
Sowma'eh Sarā, Sume'eh Sara o  Soumehsara (farsi صومعه‌سرا) è il capoluogo dello shahrestān di Sume'eh Sara, circoscrizione Centrale, nella provincia di Gilan. Aveva, nel 2006, una popolazione di 36.522 abitanti. Si trova 25 km ad ovest di Rasht.